# Мейер, Юрген Бона
Юрген Бона-Мейер (25 октября 1829, Гамбург — 22 июня 1897, Бонн) — германский философ, преподаватель, деятель образования.

## Биография
Юрген Бона-Мейер родился в семье богатого купца, в 1842—1849 годах учился в местной гимназии, в 1849 году поступил в Боннский университет, где изучал медицину, естествознание и философию. В 1854 году получил докторскую степень за исследование Aristoteles' Thierkunde, написанное под руководством Адольфа Тренделенбурга. Во время учёбы он в 1850 году стал членом боннского студенческого братства Франконии. В 1855 году предпринял длительную поездку в Париж, дабы основательно ознакомиться с французской философией. Преподавать начал только с осени 1862 года, первоначально будучи приват-доцентом философии в Берлине. С 1868 года состоял полным профессором философии в Боннском университете.
С 1871 года активно участвовал в пропаганде народного образования, по его инициативе в январе 1881 года был основан «Либеральный школьный союз рейнской провинции и Вестфалии». С 1877 года он принимал участие в руководимых Гольцендорфом «Deutsche Zeit- und Streitfragen», которые редактировал с 1889 по 1892 год. По своим философским воззрениям Мейер примыкал к Фризу и хотел продолжать Канта в смысле психологического эмпиризма, стараясь защитить три способности души против нападок Гербарта и доказать, что Кант нашёл a priori посредством анализа a posteriori. Он считается одним из первых сторонников неокантианства.
Основные работы Мейера: «Zum Streit über Leib und Seele» (Гамбург, 1856), «Voltaire und Rousseau in ihrer socialen Bedeutung» (Берлин, 1856), «Gedanken über eine zeilgemässe Entwicklung der deutschen Universitäten» (Гамбург, 1860), «Ueber Fichtes Reden an die deutsche Nation» (Гамбург, 1862), «Religionsbekenntniss und Schule» (Берлин, 1863), «Kants Psychologie» (Берлин, 1869), «Philosophische Zeitfragen» (Бонн, 1870; 2-е издание, 1874), «Weltelend und Weltschmerz» (Бонн, 1872), «Zum Bildungskampf unserer Zeit» (Бонн, 1875), «Leitfaden zur Geschichte der Philosophie» (Бонн, 1882), «Der Kampf um die Schule» (Бонн, 1882); «Probleme der Lebensweisheit» (Берлин, 1887), «Glück und Verdienst» (Бонн, 1887).